# وازم

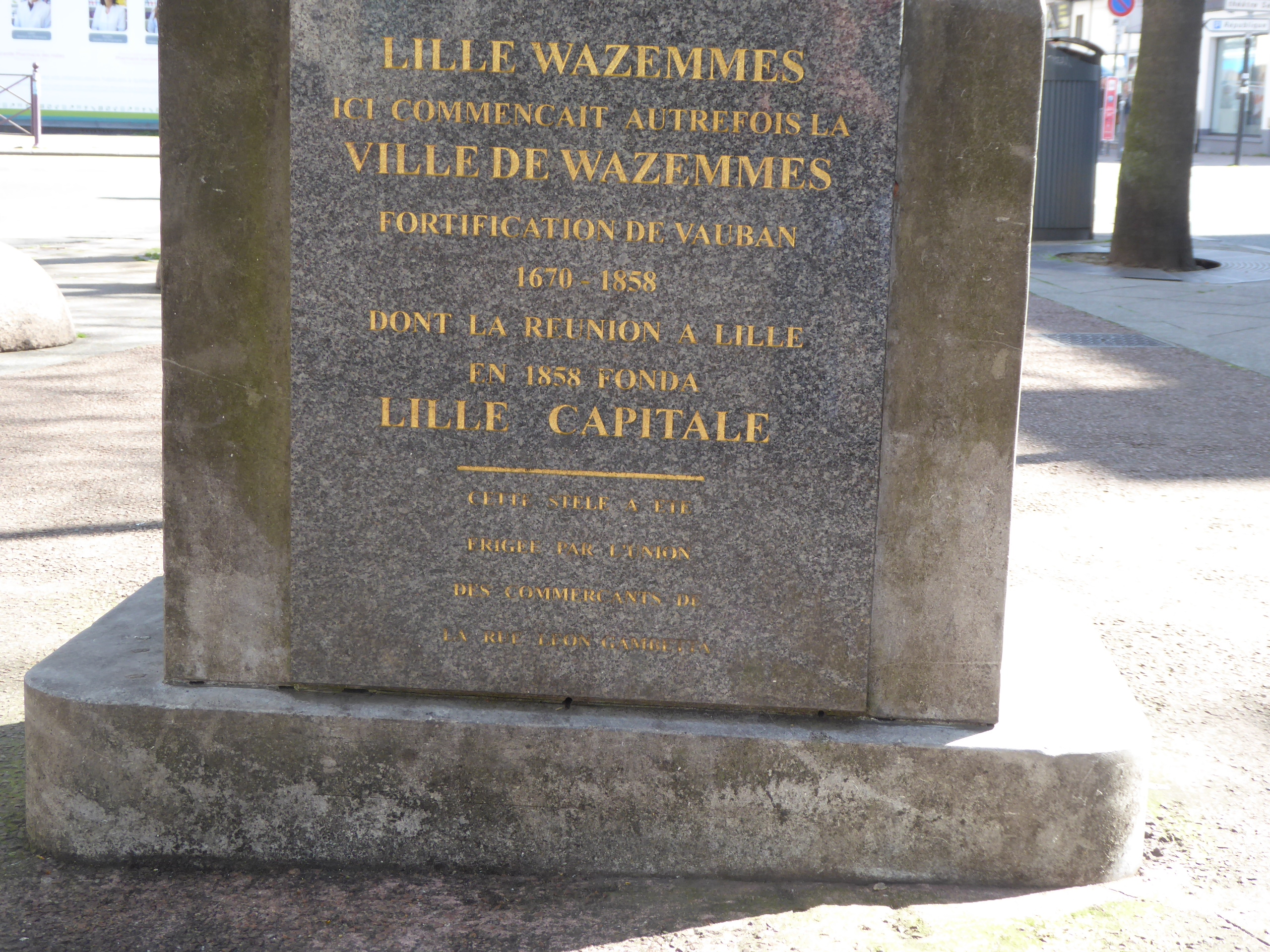
إشارة إلى حد وازِم Wazemmes.

حي وازِم (بالفرنسية: Wazemmes)‏ هو منطقة مركزية في مدينة ليل الفرنسية ويبلغ عدد سكانها 26639 نسمة في عام 2009. وهو أيضًا اسم البلدية السابقة التي تم دمجها في ليل أثناء توسعة عام 1858، وتشغل المنطقة جزءًا كبيرًا من مساحتها. يُعتبر حي وازِم  ذو تقاليد شعبية، وفي طور عملية التحسين، ومعروف أيضاً بشكل خاص بسوقه الشعبي الذي يعد واحدًا من أكبر الأسواق في أوروبا.

## تاريخ
كانت قرية وازِم تقع على الضفة اليمنى لنهر دول (بالفرنسية: la Deûle)‏، أعلى منبع مدينة ليل، خارج السور الحضري حتى تم نقلها جنوبًا بعد ضم البلدية إلى مدينة ليلفي عام 1858.
منذ إعادة صياغة التحصينات على يد فوبان (بالفرنسية: vauban)‏ عام 1670 حتى تفكيكها بعد عام 1858 أثناء توسعة ليل، امتدت المنطقة العسكرية أمام السياج إلى خط موازٍ لشارع سولفرينو (بالفرنسية: rue Solférino)‏ جنوب هذا الشارع قليلاً حتى تقاطع شارع دويه(بالفرنسية: rue de Douai)‏. وشارع اراس (بالفرنسية: d'Arras)‏ تقريبًا على طول طريق شارع كامبري (بالفرنسية: Cambrai)‏.
وتتجسد ذكرى هذه الحدود التي تتوافق مع مناطق وسط ليل ووازيم من خلال نصب تذكاري صغير بالقرب من تقاطع شارع غامبيتا (بالفرنسية: rues Gambetta)‏ الحالي وشارع سولفرينو. ومع ذلك، امتدت أراضي بلدية وازيم فوق هذه المنطقة العسكرية حتى السور، أو تقريبًا إلى موقع بوليفارد دي لا ليبرتي(بالفرنسية: boulevard de la Liberté)‏.
تتكون بلدية وازِم من 3 أجزاء:
- إلى الغرب فوبورج دي لا بار(بالفرنسية: faubourg de la Barre)‏، الجزء الشمالي من منطقة فوبان-إسكيرميس (بالفرنسية: Vauban-Esquermes)‏ الحالية.
- إلى الشرق فوبورج دي مالادي(بالفرنسية: faubourg des Malades)‏، ضاحية باريس من عام 1789، بلدية مولان(بالفرنسية: Moulins-Lille)‏، انفصلت عن وازِم في عام 1833، منطقة مولان ليل الحالية.
- في الوسط، حول شارع نوتردام ثم شارع ليل حاليًا ليون غامبيتا ، أو فوبورج نوتردام [الإنجليزية]، أو فوبورج دي بيتون(بالفرنسية: faubourg de Béthune)‏ على الطريق من ليل إلى بيتون وحتى موقع ساحة فيليب دي جيرار الحالية حيث الكنيسة الأولى كانت موجودة حتى تدميرها في نهاية القرن الثامن عشر. تقع هذه الضاحية المبنية على الضفة اليمنى للسرير الأصلي الواسع لنهر دول في أصل منطقة وازِم الحالية.

ذُكرت وازِم في أول وثيقة معروفة، ميثاق بودوان الخامس لعام 1066. حيثُ عانت وازِم من مرور الجيوش وتعرضت للتدمير أثناء حصار ليل في 1128، 1213، 1297، 1304، 1667، 1708.
ويمر الجزء الغربي من أراضيها بثلاثة ممرات مائية:
- فورشون (بالفرنسية: Fourchon)‏ أو أربون (بالفرنسية: Arbonnoise)‏، أحد الذراعين البدائيين لنهر دول عند عبوره ليل، والآخر هو بوكيه (بالفرنسية: Bucquet)‏. انفصل الذراعان بالقرب من جسر كانتيليو (بالفرنسية: Canteleu)‏ الحالي. مر نهر أربون إلى الغرب من قرية إسكيرمز (بالفرنسية: Esquermes)‏ حيث انقسم إلى تحويلات متعددة ثم عبر وازِم على أراضي منطقة فوبان الحالية بين شارع ناسونال (بالفرنسية: Nationale)‏وشارع فوبان (الممرات التي تم وضعها خلال ستينيات القرن التاسع عشر)، ومرت عند نافورة سالوكس الأسطورية. المكان الذي كان سيُؤخذ فيه المولود الجديد ليدريك. في هذا الموقع، كان النهر يزود الطاحونة بالطاقة حتى إنشاء قناة فوبان في عام 1669 ودخل ليل عبر التحصينات المحيطة بساحة دوتيلول (بالفرنسية: Dutilleul)‏ الحالية. تم تجفيف هذا المجرى المائي الوفير من خلال إنشاء قناة المحطات وخاصة قناة فوبان.
- قناة المحطات التي تم بناؤها عام 1565، تم توسيعها وتعميقها في عام 1637 بطول 1800 متر من أربون إلى إسكيرمز حتى مدخل سور ليل تقريبًا عند تقاطع شارع بويبلا (بالفرنسية: Puébla)‏ وبولفيارد لا ليبرتيه (بالفرنسية: boulevard de la Liberté)‏ . تغذي هذه القناة خندقًا في التحصينات يتدفق إلى قناة اوت ايبرنوا (بالفرنسية: Haut-Hibernois)‏من خلال صمام وبوابة تقع بالقرب من بلاس جاكارد (بالفرنسية: Place Jacquard)‏ الحالي. يتبع شارع ستسيون إلى حد كبير المسار الذي يمتد بجانب هذه القناة المغطاة في عام 1883.
- تم حفر قناة فوبان عام 1669 من إسكيرمز (تقريبًا في موقع ساحة ماريشال لوكليرك الحالية) إلى القلعة بالقرب من ميناء فوبان القديم (شارع أرمنتيير) على طريق يتوافق مع شوارع أوبر الحالية وشارع فوبان. حافر. جفت هذه القناة التي استحوذت على غالبية مياه نهر أربونويز، مما أدى إلى اختفاء مطاحن وازِم، ولا سيما مطاحن نافورة سالوكس، التي لم تعد تعمل بالطاقة.

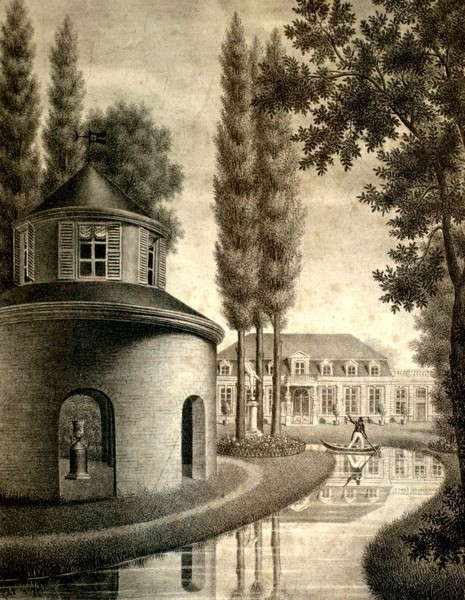
منزل ريفي في وازِم.

أعطى وجود هذه الممرات المائية طابعًا لطيفًا لأطراف المدينة الكثيفة للغاية والمحاطة بالأسوار. كان المسار على طول سد الفيضان الذي أنشأه فوبان بين التحصينات وقرية وازِم ومسار قناة المحطات أماكن للمشي لدى سكان ليل حتى الوقت الذي تلوثت فيه هذه القناة بالصناعة في منتصف القرن تقريبًا.
ارتفع عدد سكانها من 28 عائلة عام 1438، و40 عائلة عام 1549 (حوالي 200 نسمة)، إلى 500 نسمة في القرن السابع عشر إلى حوالي 3000 نسمة عام 1783 للرعية بأكملها.

في ذلك التاريخ، كان لدى فوبورج نوتردام (منطقة وازيم الحالية) 215 منزلًا أو حوالي 1200 نسمة، 1979 نسمة في عام 1806، و4517 نسمة في عام 1831 في بداية التنمية الصناعية وقبل وقت قصير من انفصال بلدية مولان في عام 1833، 18.254 في عام 1856، و21.179 في عام 1858 (بما في ذلك فوبورج دي لا باري التي يسكنها أقل من 3000 نسمة في ذلك التاريخ).

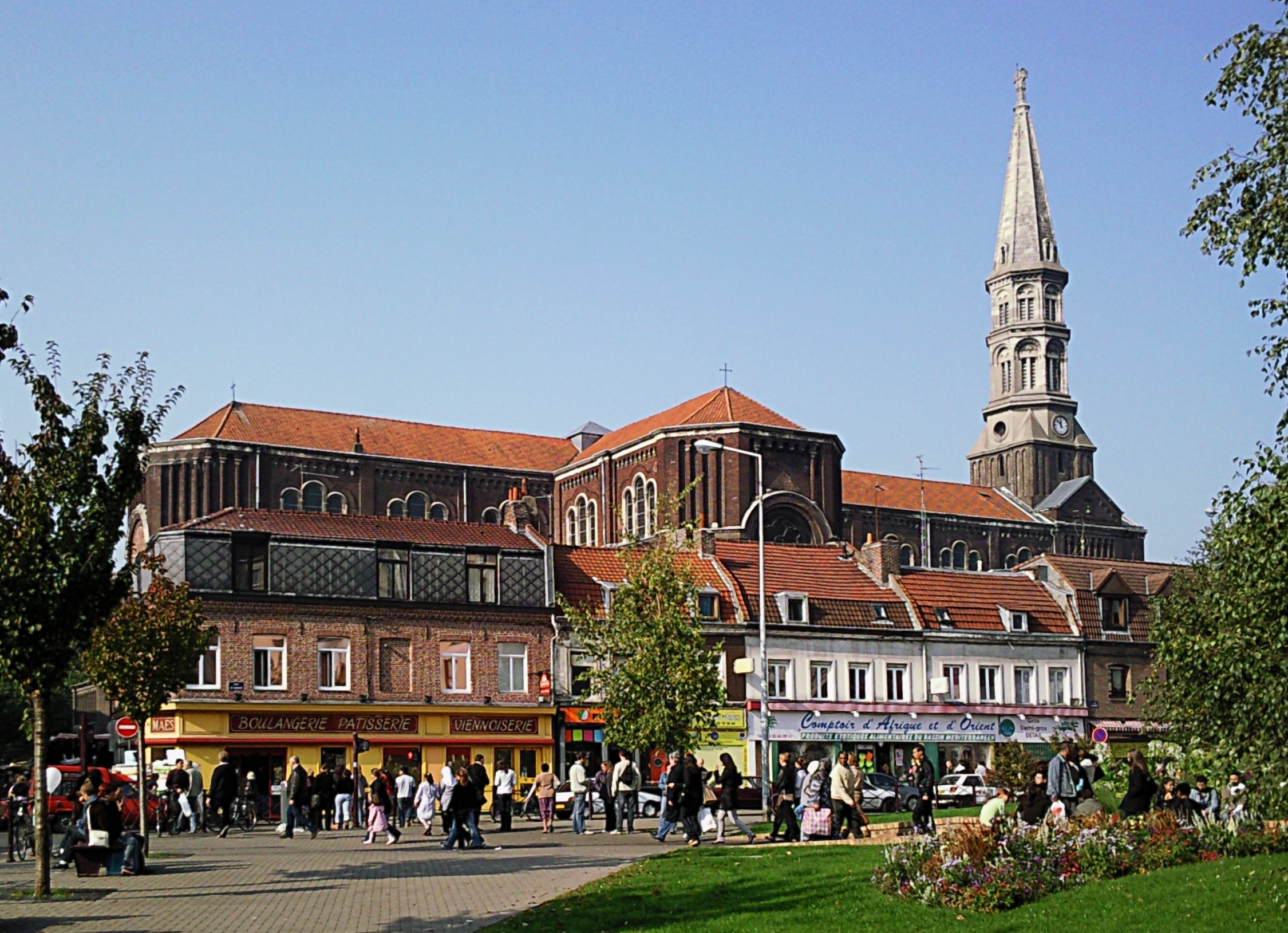
كنيسة سان بيير سان بول

الجزء من المدينة الواقع غرب شارع ناسيونال الحالي، منطقة فوبان المستقبلية، عبارة عن أرض رطبة لم يتم بناؤها إلا قليلاً قبل دمج وازِم في مدينة ليل في عام 1860. تأسست القرية في الأصل حول شارع نوتردام (أو ليل) حاليًا شارع غامبيتا حتى مكان فيليب دي جيرار الحالي حيث قامت الكنيسة الأولى ثم تطورت قاعة المدينة بشكل خاص نحو الشرق في اتجاه مولان.
بعد رفض الاقتراح الأول من قبل المجلس البلدي في عام 1834، وافق في عام 1858 على ضم مدينة ليل المرتبط بتوسيع المنطقة المحصنة التي شملت وازيم ومولين وإسكيرمز في ستينيات القرن التاسع عشر.
قُدر عدد سكانها بـ 45.000 نسمة عام 1870 (بما في ذلك أراضي منطقة فوبان الحالية). في عام 1883، في شارع دي بوست، تم توسيع كنيسة راهبات الطفولة المقدسة وأصبحت كنيسة سان بينوا لابري.
في أيلول، كتب فيليب فروجيل، أحد سكان هذا الحي، رسالة مفتوحة إلى مارتين أوبري للتنديد بـ “التدهور السريع للأمن العام» في وازِم. وهو يشعر بالقلق بشكل خاص بشأن "الانحدار المجتمعي» مما يجبر المرأة على التحمل «والمظاهرات الاحتقارية للإسلاميين والتحرش الجنسي المستمر». هذا التدهور في الأوضاع المعيشية للسكان والتجار، المهددين من قبل عصابات تجار المخدرات، تناقلته وسائل الإعلام أيضا.
يوجد في ساحة التضامن، المعروفة سابقًا باسم بلاس دي كواتر شيمينز، منذ عام 1989 منحوتة لماركو سلينكيرت  ، وهي حلقة موبيوس، التي تمثل شكلًا هندسيًا رمزيًا ، يشار إليها أحيانًا باسم "ثعبان».
الحي يرحب بالجميع منذ أيارعام 2002 مهرجان الحساء الدولي. بين شهري مايو ويونيو، تستضيف المنطقة أيضًا مهرجان للأكورديون الذي يجمع العديد من الموسيقيين حول هذه الآلة. يتم بناء الجسور بين هذا المهرجان ومهرجان مدينة تورناي .

### شارع ليون غامبيتا
يقع شارع ليون غامبيتا جزئيًا في منطقة وازِم. وفي هذا الجزء أيضًا من شارع ليون غامبيتا نجد معظم الشركات. مزدحم للغاية، خلال الأسبوع وأيضًا في عطلات نهاية الأسبوع، ويوفر الوصول إلى المتاجر اليومية لعدد كبير من سكان ليل الذين يعيشون في وازِم أو الأحياء المجاورة (فوبان على سبيل المثال).
تقع هذه الساحة في نهاية شارع دي سارازين الذي يبدأ من بلاش دو مارشيه حيث تتواجد العديد من الحانات والمطاعم ومحلات البقالة.

## معرض الصور

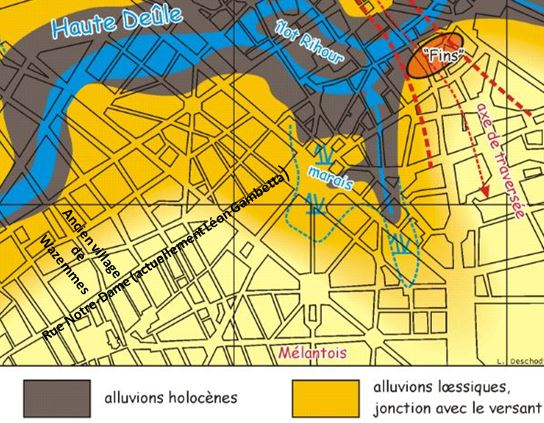
جيولوجيا وازِم
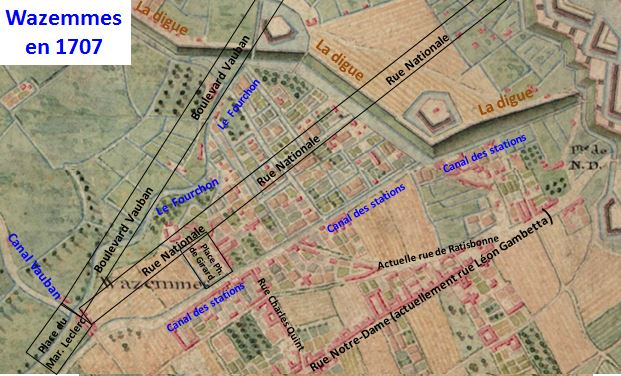
خريطة وازِم سنة 1707
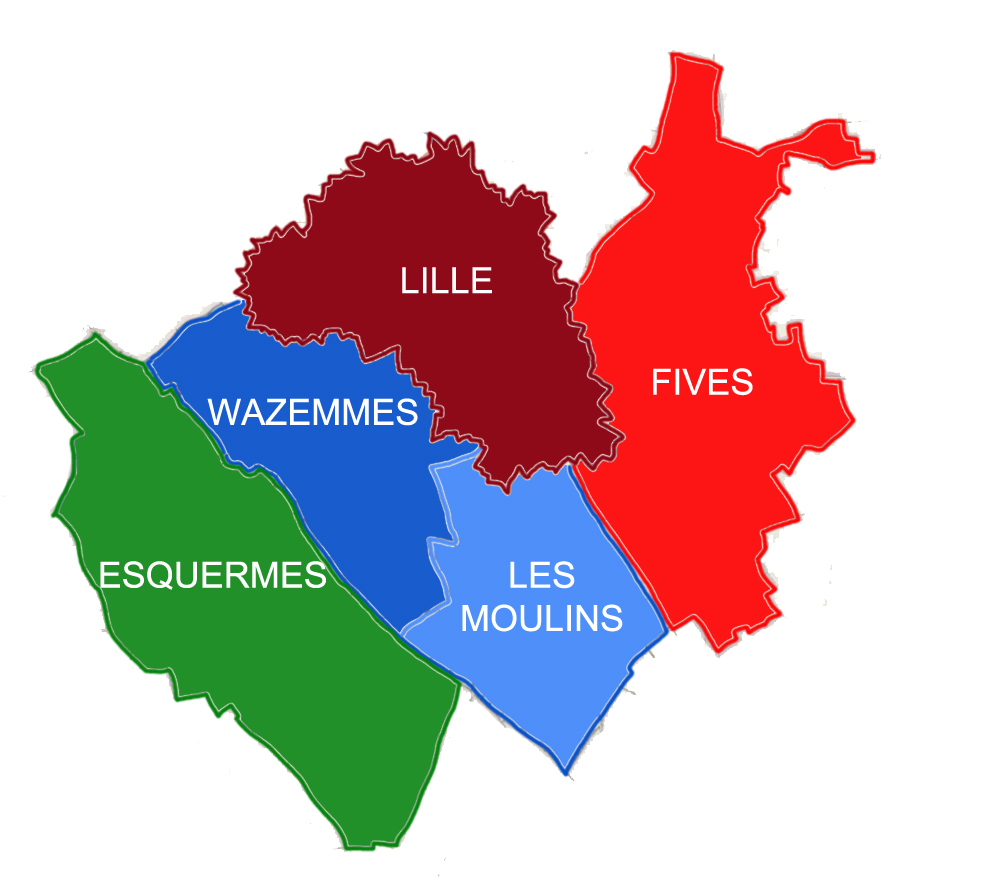
إقليم وازيم والبلديات المجاورة لها في 1850.
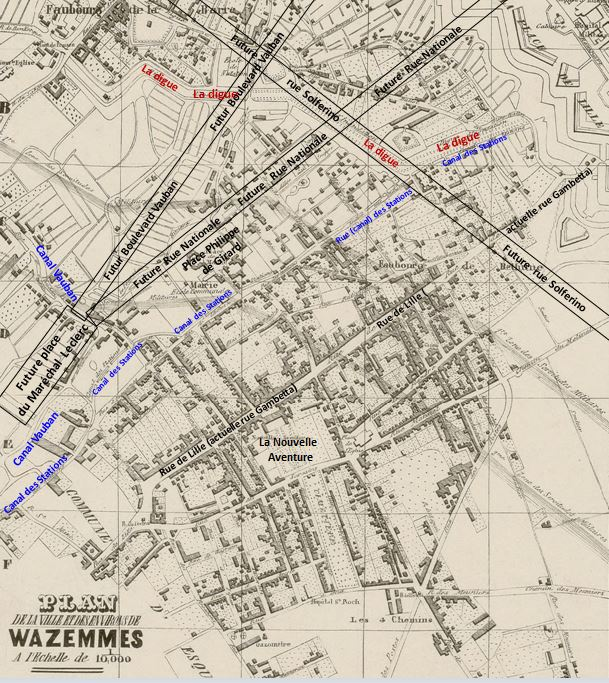
تركيبة الشوارع في عام 1855.
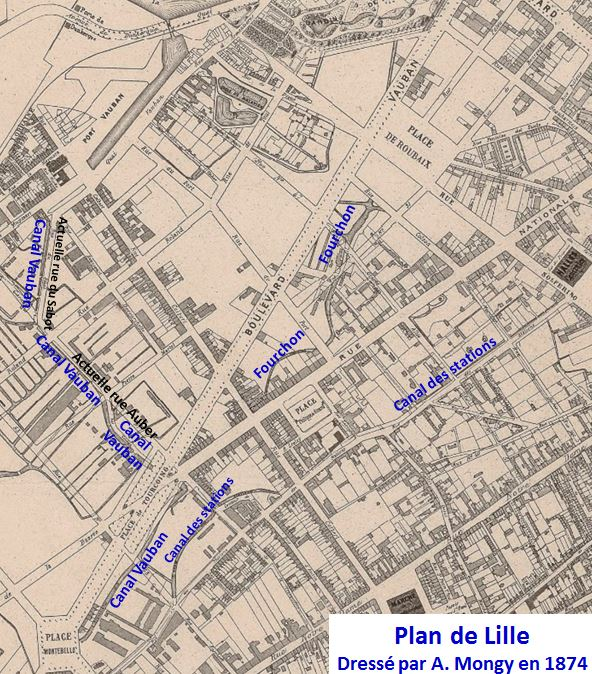
خريطة وازيم فوبان في 1874.
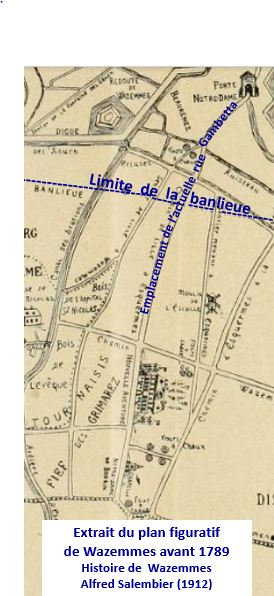
شارع نوتردام في وازيم قبل الثورة.
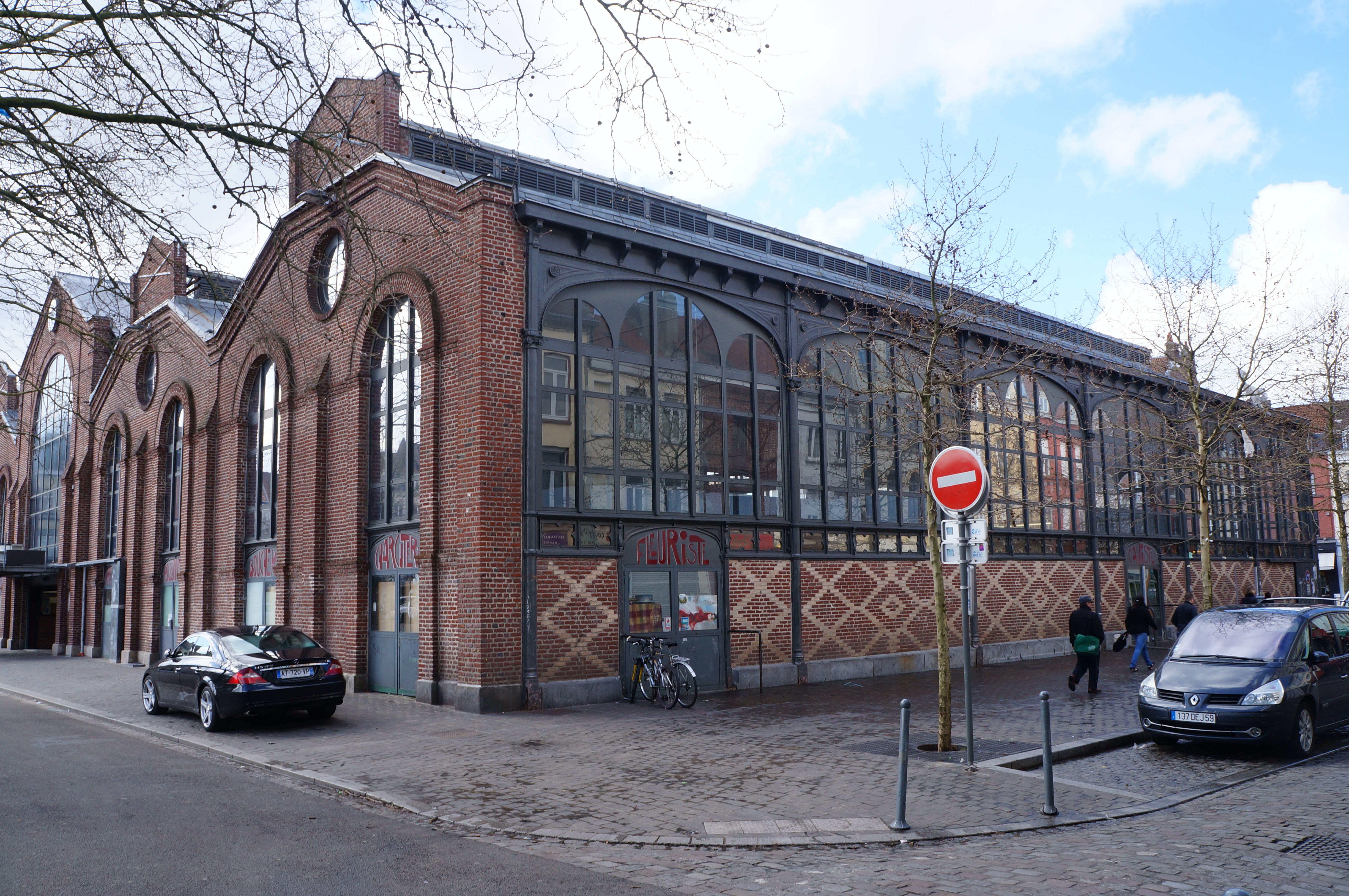
سوق وازِم الداخلي
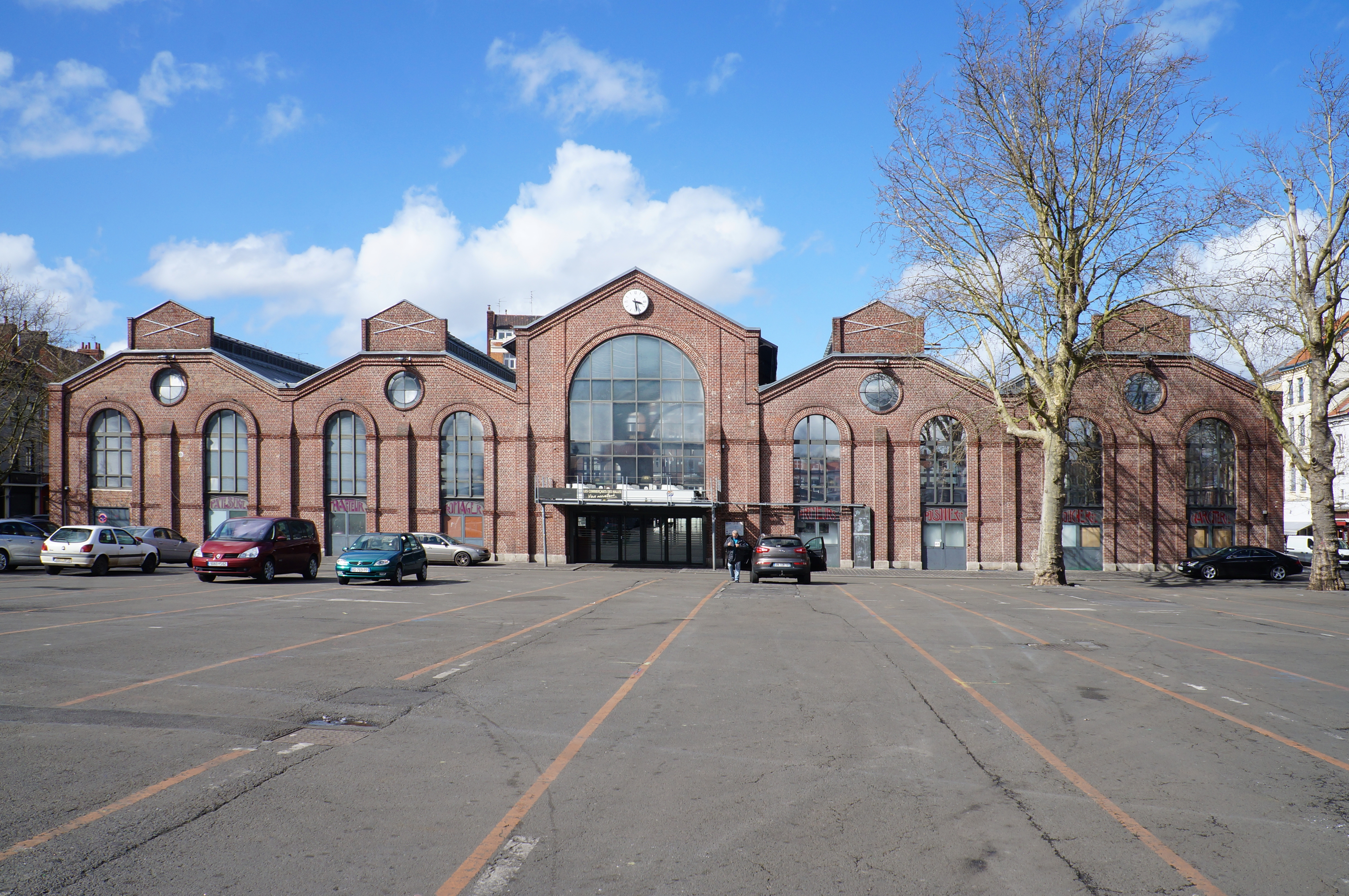
سوق وازِم المغلق
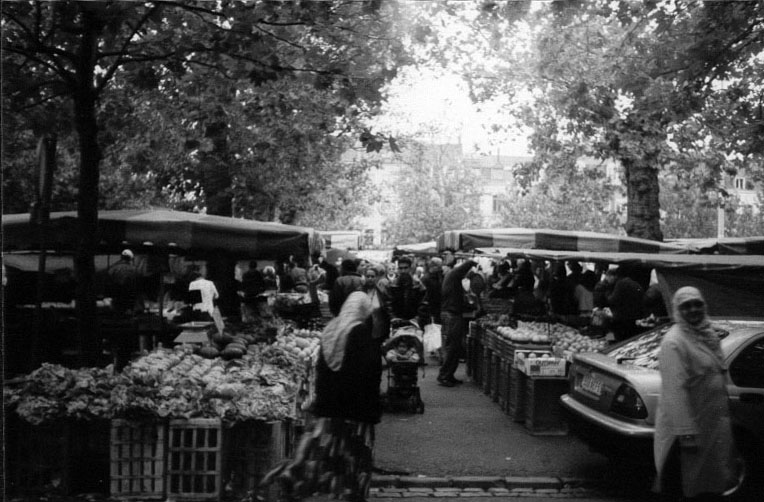
سوق وازم قديماً